# Esperança (kommun)
Esperança är en kommun i Brasilien.   Den ligger i delstaten Paraíba, i den östra delen av landet, 1 600 km nordost om huvudstaden Brasília. Antalet invånare är 31 095. Arean är 165 kvadratkilometer.
Terrängen i Esperança är huvudsakligen platt, men norrut är den kuperad.
Följande samhällen finns i Esperança:
- Esperança

Trakten runt Esperança består till största delen av jordbruksmark. Runt Esperança är det ganska tätbefolkat, med 192 invånare per kvadratkilometer.